# Halsbandspapegoja
Halsbandspapegoja (Geoffroyus simplex) är en fågel i familjen östpapegojor inom ordningen papegojfåglar. Den förekommer på Nya Guinea. 

## Utseende och läte
Halsbandspapegojan är en medelstor papegoja. Fjäderdräkten är enhetligt grön, med svart näbb och ljust öga. Hanen har ett ljusgrått halsband, därav namnet, med en tunn blå kant på framsidan. I flykten ger ett stort huvud och tunn stjärt ett framtungt utseende. Lätet består av en ringande tonlös serie med stigande och fallande toner.

## Utbredning och systematik
Halsbandspapegoja delas in i två underarter med följande utbredning:
- Geoffroyus simplex simplex - förekommer i bergsområden på västra Nya Guinea
- Geoffroyus simplex buergersi - förekommer i bergsområden på centrala och östra Nya Guinea

## Levnadssätt
Halsbandspapegojan hittas i skogar i förberg upp till medelhög höjd i bergstrakter. Den ses ofta flygande i flock, men sittande fågel kan vara svår att få syn på.

## Status och hot
Arten har ett stort utbredningsområde, men tros minska i antal, dock inte tillräckligt kraftigt för att den ska betraktas som hotad. Internationella naturvårdsunionen IUCN listar arten som livskraftig (LC).

## Namn
Fågelns vetenskapliga släktesnamn hedrar den franske zoologen Étienne Geoffroy Saint-Hilaire (1772-1844).